# Timothy Crooks
Timothy Crooks, född den 12 maj 1949 i Wandsworth i Storbritannien, är en brittisk roddare.
Han tog OS-silver i åtta utan styrman i samband med de olympiska roddtävlingarna 1976 i Montréal.